# Kerry Ann Sheppard
Kerry Ann Sheppard (* 19. April 1984) ist eine walisische Badmintonspielerin. 

## Karriere
Kerry Ann Sheppard gewann in Wales von 2001 bis 2003 sechs Juniorentitel, ehe sie 2009 erstmals nationaler Meister bei den Erwachsenen wurde. 2002 startete sie bei den Commonwealth Games. Bei der Badminton-Weltmeisterschaft 2003 belegte sie Rang 17 im Mixed.

## Sportliche Erfolge
| Saison | Veranstaltung                             | Disziplin   | Platz | Name                                 |
| ------ | ----------------------------------------- | ----------- | ----- | ------------------------------------ |
| 2001   | Wales: Einzelmeisterschaften der Junioren | Damendoppel | 1     | Sian Jones / Kerry Ann Sheppard      |
| 2002   | Wales: Einzelmeisterschaften der Junioren | Mixed       | 1     | Liam Ingram / Kerry Ann Sheppard     |
| 2002   | Wales: Einzelmeisterschaften der Junioren | Dameneinzel | 1     | Kerry Ann Sheppard                   |
| 2002   | Wales: Einzelmeisterschaften der Junioren | Damendoppel | 1     | Sian Jones / Kerry Ann Sheppard      |
| 2003   | Wales: Einzelmeisterschaften der Junioren | Mixed       | 1     | Liam Ingram / Kerry Ann Sheppard     |
| 2003   | Wales: Einzelmeisterschaften der Junioren | Damendoppel | 1     | Kerry Ann Sheppard / Rachel Madeley  |
| 2003   | Weltmeisterschaft                         | Mixed       | 17    | Liam Ingram / Kerry Ann Sheppard     |
| 2009   | Wales: Einzelmeisterschaften              | Damendoppel | 1     | Kerry Ann Sheppard / Caroline Harvey |